# Ангоя
Ангоя (рос. Ангоя) — селище Північно-Байкальського району, Бурятії Росії. Входить до складу Сільського поселення Ангоянського.
Населення —  673 особи (2015 рік). 